# Jonas van 't Hek
Jonas van 't Hek (1983) is een Nederlands internationaal hockeyscheidsrechter. Sinds 2008 leidt hij wedstrijden op het hoogste niveau in Nederland. Zelf hockeyde Van 't Hek onder meer bij MHV Maarssen.
Van 't Hek is een neef van oud-hockeyer en bondscoach Tom van 't Hek en cabaretier Youp van 't Hek.
Van 't Hek is aangesteld als scheidsrechter voor het Wereldkampioenschap hockey mannen 2018 in Bhubaneswar (India). Het wordt zijn eerste WK. 
Van 't Hek is aangesteld als scheidsrechter voor de Olympische Spelen 2024 in Parijs. Het worden zijn eerste Spelen.